# لولا (ترانه ایگی آزیلیا)
«لولا» ترانه‌ای از رپر استرالیایی ایگی آزیلیا به‌همراهٔ خوانندهٔ بریتانیایی آلیس چاتر می‌باشد که به‌عنوان تک‌آهنگ اصلی پنجمین آلبوم چندآهنگهٔ آزیلیا تحت عنوان لب‌های فاسد (۲۰۱۹) منتشر شده‌است و در آلبوم چندآهنگهٔ چاتر تحت عنوان آریز نیز قرار دارد. این ترانه در ۸ نوامبر سال ۲۰۱۹ از سوی بد دریمز و امپایر دیستربشن منتشر گردید و از «مامبو ایتالیانو» نمونه‌برداری شده‌است.
آزیلیا و چاتر در ۲۲ نوامبر سال ۲۰۱۹ برای اولین بار این ترانه را به‌طور زنده در جوایز بین‌المللی موسیقی برلین، آلمان اجرا کردند.